# Ericaella kaxinawa
Ericaella kaxinawa là một loài nhện trong họ Miturgidae.
Loài này thuộc chi Ericaella. Ericaella kaxinawa được miêu tả năm 1997 bởi Bonaldo.